# Languedoc

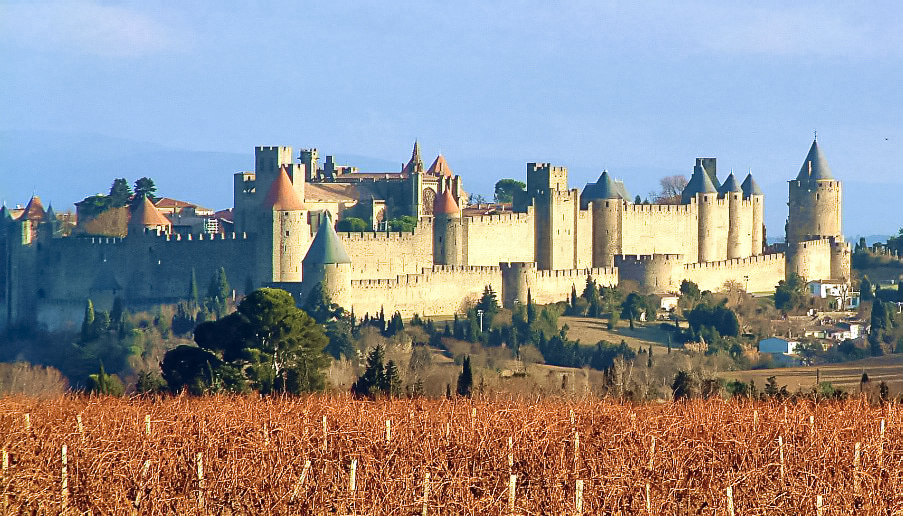
Orașul fortificat Carcassonne, o atracție turistică majoră din Languedoc.

Languedoc este o provincie istorică din Franța. Ea se întindea în sudul Franței în regiunea dintre Rhône care îl despărțea de Provence, râul Aude și cursul lui Garonne, care-l despărțea de Gascogne. Azi pe teritoriul fostei provincii se află regiunile Languedoc-Roussillon, Midi-Pyrénées și parțial regiunea Rhône-Alpes. Provincia ocupa suprafața de 17.000 km², capitala fiind orașul Toulouse.

## Orașe mai importante
- Montpellier
- Nîmes,
- Narbonne,
- Sète,
- Béziers.

## Economia
Ramura economică principală este agricultura, în care predomină cultivarea viței de vie, care are în regiune o tradiție istorică. Prin bolile viței de vie, care au apărut în podgorii, în anii 1960 producția de vinuri a suferit un regres, care însă ulterior s-a redresat, prin cultivarea soiurilor de plante rezistente la boli. În ultimii ani regiunea produce peste o treime din cantitatea de vin produsă de Franța. Calitatea vinurilor de Languedoc concurând cu vinurile de Bordeaux. Pe lângă vinuri se mai produc în regiune măsline, fructe și orez. În regiunile de deal și munte se practică creșterea oilor, caprelor, ca și producerea de carne și brânzeturi. În regiunile de coastă se practică pescuitul, în rest toată regiunea este deschisă turismului.